# Skrzydłomysz
Skrzydłomysz (Myopterus) – rodzaj ssaków z podrodziny molosów (Molossinae) w obrębie rodziny molosowatych (Molossidae).

## Rozmieszczenie geograficzne
Rodzaj obejmuje gatunki występujące w Afryce.

## Morfologia
Długość ciała (bez ogona) 53–76 mm, długość ogona 25–44 mm, długość ucha 14–22 mm, długość tylnej stopy 5–13 mm, długość przedramienia 35–54 mm; masa ciała 10–22 g.

## Systematyka
Rodzaj zdefiniował w 1818 roku francuski przyrodnik Étienne Geoffroy Saint-Hilaire w rozdziale zatytułowanym Opis ssaków występujących w Egipcie opublikowanym w publikacji o tytule Opis Egiptu, czyli zbiór obserwacji i badań przeprowadzonych w Egipcie podczas wyprawy armii francuskiej. Gatunkiem typowym jest (oznaczenie monotypowe) skrzydłomysz skryta (M. daubentonii). 

### Etymologia
- Myopterus (Myopteris, Myoptera): gr. μυς mys, μυός myos ‘mysz’; -πτερος -pteros ‘-skrzydły’, od πτερον pteron ‘skrzydło’[13].
- Eomops: gr. εως eōs lub ήώς ēōs ‘świt’[14]; rodzaj Mops Lesson, 1842 (mops)[7]. Gatunek typowy (oznaczenie monotypowe): Myopterus whitleyi R.F. Scharff, 1900.

### Podział systematyczny
Do rodzaju należą następujące gatunki:
| Grafika | Gatunek               | Autor i rok opisu    | Nazwa zwyczajowa     | Podgatunki         | Rozmieszczenie geograficzne | Podstawowe wymiary                                       | Status IUCN |
| ------- | --------------------- | -------------------- | -------------------- | ------------------ | --- | -------------------------------------------------------- | ----------- |
|         | Myopterus daubentonii | Ranzani, 1820        | skrzydłomysz skryta  | 2 podgatunki       | nierównomiernie w Senegalu, Wybrzeżu Kości Słoniowej, Republice Środkowoafrykańskiej i północnej Demokratycznej Republice Konga                                                  | DC: 6,7–7,6 cm DO: 3,7–4,4 cm DP: 4,8–5,4 cm MC: 20–22 g | DD          |
|         | Myopterus whitleyi    | (R.F. Scharff, 1900) | skrzydłomysz samotna | gatunek monotypowy | od Ghany na wschód przez Nigerię, Kamerun, Republikę Środkowoafrykańską, Gabon i Demokratyczną Republikę Konga do południowej Ugandy, nieobecny w środkowej części Kotliny Konga | DC: 5,3–5,6 cm DO: 2,5–3,1 cm DP: 3,5–3,7 cm MC: 10–12 g | LC          |

Kategorie IUCN:  LC  – gatunek najmniejszej troski,  DD  – gatunki o nieokreślonym stopniu zagrożenia.